# Thomas Donnellan
Thomas Andrew Donnellan (ur. 24 stycznia 1914 w Nowym Jorku, zm. 15 października 1987 w Atlancie, Georgia) – amerykański duchowny rzymskokatolicki, arcybiskup metropolita Atlanty w latach 1968-1987.

## Życiorys
Przyszedł na świat i wychowywał się w dzielnicy Bronx. Ukończył archidiecezjalne seminarium duchowne św. Józefa. Święcenia kapłańskie otrzymał 3 czerwca 1939 roku z rąk przyszłego kardynała Francisa Spellmana. W roku 1942 uzyskał doktorat z prawa kanonicznego na Katolickim Uniwersytecie Ameryki. Od 1954 był osobistym sekretarzem kard. Spellmana i prałatem. W roku 1962 został rektorem swej alma mater. Podniesiony został również do miana protonotariusza apostolskiego.
28 lutego 1964 papież Paweł VI mianował go ordynariuszem Ogdensburga. Sakry udzielił mu szafarz jego święceń kapłańskich kard. Spellman. 24 maja 1968 mianowany arcybiskupem metropolitą Atlanty. Na stanowisku tym pozostał do śmierci. Za jego kadencji liczba katolików w archidiecezji wzrosła z 50 tys. do 175 tys., ustanowił wówczas 32 nowe parafie. W maju 1987 doznał udaru i zmarł kilka miesięcy później. Pochowany na cmentarzu Arlington w Atlancie.